# John Callomon
John Hannes Callomon (* 7. April 1928 in Berlin; † 1. April 2010) war ein britischer Paläontologe und Chemiker. Er galt als einer der führenden Experten für Ammoniten speziell aus dem Jura.

## Leben
Der Vater war von Callomon war Ingenieur bei der AEG, die Familie floh 1937 aus politischen Gründen vor den Nationalsozialisten nach England. Callomon ging in Birmingham zur Schule und studierte mit einem Stipendium zunächst Chemie an der Universität Oxford mit dem Abschluss 1950. Er promovierte bei Harold Warris Thompson in Infrarotspektroskopie und war als Post-Doktorand bei Gerhard Herzberg in Ottawa. Ab 1957 war er am University College London, wo er 1981 Professor für Chemie wurde und 1993 emeritiert wurde.
Callomon war in Oxford auch Schüler des Jura-Spezialisten William Joscelyn Arkell. Er forschte über Stratigraphie des Jura (Dogger, Malm) und erhielt für entsprechende Arbeiten mit Tove Birkelund in Grönland  1993 die dänische Steno-Medaille. Er gilt mit dem Polen Henryk Makowski, der etwas früher (1962) veröffentlichte, als einer der Entdecker des Sexualdimorphismus von Ammoniten (zum Beispiel sind die Weibchen im Allgemeinen viel größer als die Männchen). Er veröffentlichte dazu schon 1955, seine im Jahr 1958 fertige Hauptarbeit dazu stieß in den führenden Fachzeitschriften (Journal of Paleontology, Paleontology, Journal of Zoology, Biological Reviews) aber auf Ablehnung im Peer-Review, so dass er sie erst Ende 1963 „nur“ in den Transactions of the Leicester Literary and Philosophical Society veröffentlichen konnte. Er war Ko-Autor eines Ammonitenbandes im Treatise on Invertebrate Paleontology (mit Claud W. Wright, der ebenfalls formal Amateur-Paläontologe war).
Er war Ehrenmitglied der Palaeontological Association.

## Schriften
- The Measurement of Geological Time, Proceedings of the Royal Institution of London, 56, 1984, S. 65–99
- Raymond C. Moore (Begründer), Roger L. Kaesler (Hrsg.): Treatise on Invertebrate Paleontology. Part L: Mollusca 4. Bd. 4: Claud W. Wright, John H. Callomon, Michael K. Howarth: Cretaceous Ammonoidea. Revised edition. Geological Society of America u. a., Boulder, CO u. a. 1996,
- Sexual dimorphism in Jurassic ammonites, Trans. Leicester lit. phil. Soc. 57, 1963, 21–56.
- Dimorphism in ammonoids, The Systematics Association Special Volume. 18, 1981, 257–273.